# 紀淑雄
紀 淑雄（きの としお、1872年5月28日（明治5年4月22日） - 1936年（昭和11年）4月15日）は、日本の美術学者、美術評論家、早稲田大学講師・教授、本願寺文学寮講師、女子美術学校講師、日本美術学校校長。号は星峰（星峯）。

## 来歴・人物
1872年5月28日（明治5年4月22日）、元津軽藩お抱えの能楽師（喜多流）である紀淑真の子として、東京市本所区（現・東京都墨田区）に生まれる。
東京専門学校普通科（1888年9月入学、1890年7年卒業）、東京専門学校文学科（1890年9月入学、1893年7月卒業）を経て、1893年（明治26年）9月から本願寺文学寮講師となり、国文学・英文学を担当する。1896年（明治29年）4月から早稲田尋常中学校教員、同年9月から東京専門学校講師となる。 
1897年（明治30年）12月27日、帝国博物館より帝国美術歴史編纂掛を嘱託される。1899年（明治32年）6月10日、帝国博物館美術臨時監査係を嘱託される。
1900年（明治33年）3月から女子美術学校講師を嘱託され、日本美術史・美術汎論を担当する。同年から1907年（明治40年）まで美術雑誌『国華』の解説起草主任を嘱託される。
1901年（明治34年）4月16日、帝国博物館より帝国美術史草稿編纂委員を嘱託され、『稿本日本帝国美術略史』の執筆に当たる。
1902年（明治35年）5月に第1回絵画展覧会に招待されたことを契機として、日本画家団体「美術研精会」に参加する。1904年（明治37年）7月6日の臨時総会により主幹の座を退くこととなる。
1905年（明治38年）、山内多門、高野涼堂らと日本画家団体「国香会」を結成する。1906年（明治39年）6月24日、国香会女子部発会式を行う。
1906年（明治39年）9月、早稲田大学大学部文学科講師となり、美学・美術史を担当する。1911年（明治44年）、教授となる。
1917年（大正6年）4月、「美術研究所」を創立し、所長となる。1918年（大正7年）4月、「美術研究所」を「日本美術学校」と改称し、校長となる。
1936年（昭和11年）4月15日、淀橋区（現・東京都新宿区）の自邸に於いて逝去、享年63歳。墓所は千駄ヶ谷の瑞円寺。
1938年（昭和13年）4月29日、日本美術学校にて胸像除幕式が行われる。

## 著書
- 『小山田与清』裳華書房〈偉人史叢 第18巻〉、1897年10月。NDLJP:781611。
- 『日本画の鑑賞』日本放送協会関東支部〈家庭大学講座テキスト（美術鑑賞 其3）〉、1930年4月。NDLJP:1121090。